# Ebore Canella
Ebore Canella (Sestri Ponente, 23 marzo 1913 – Genova, 5 luglio 1961) è stata una ginnasta italiana.

## Biografia
Nata nel 1913 a Sestri Ponente, allora comune autonomo in provincia di Genova, a 23 anni partecipò ai Giochi olimpici di Berlino 1936, nel concorso a squadre, chiuso al settimo posto con 442.05 punti totali (18.85 alle parallele, 21.60 alla trave e 21.30 al volteggio i suoi punteggi).
Nel 1937 fu campionessa italiana nella prima edizione del concorso generale individuale agli assoluti italiani di ginnastica artistica.
Morì nel 1961, a soli 48 anni.